# نادين إيرين كروز
نادين إيرين كروز (ولدت في 28 يونيو 1948م) هي رائدة في التعليم المجتمعي. عملت كروز كمدافعة وممارسة للتعلم بالخدمة والتعليم التجريبي عبر مؤسسات متنوعة للتعليم العالي. عملت كممارسة، وقائدة، ومدافعة، ومتحدثة، ومستشارة، ومؤلفة حول الحاجة إلى طرق تربوية للمشاركة في التعليم العالي. أثناء حصولها على درجة الدكتوراه في الدراسات التحويلية من معهد كاليفورنيا للدراسات المتكاملة، تعمل كروز مع الكليات والجامعات في جميع أنحاء الولايات المتحدة ومع اتفاقيات الحرم الجامعي الوطنية والولائية.
ألهمت تجارب كروز المبكرة للمتطوعين مع الفلاحين في الفلبين وتراثها الفلبيني الأمريكي دمج التدريس مع الشراكة المجتمعية عبر طرق مختلفة من المشاركة من أجل التغيير الاجتماعي وكذلك للمساهمة في انتعاش اقتصاد البلدين ولو بشيء قليل. في اتحاد التعليم العالي للشؤون الحضرية (HECUA) في سانت بول ، مينيسوتا، قادت كروز اتحادًا من 18 كلية وجامعة لتطوير برامج التعلم المجتمعية. في جامعة ستانفورد، أدارت كروز مركز هاس للخدمة العامة حيث أسست وأدارت برنامج الباحثين في الخدمة العامة ودرست دورات تعلم بالخدمة لبرنامج الدراسات الحضرية. بصفتها أستاذًة زائرة يوجين إم لانج في كلية سوارثمور، قادت كروز مشروع الممارسة الديمقراطية لقسم العلوم السياسية.
«الخدمة، جنبًا إلى جنب مع التعليم، تضيف قيمة إلى كل منهما، وتحول كليهما» (Honnet & Poulsen ، 1989)  مقتبس في مجال تعلم الخدمة. كما أنه يعبر عن رؤية أوسع لمشاركة المجتمع التي تدمج الأغراض الأساسية للأكاديمية مع قيمة للمجتمع وعامة الجمهور. إنها رؤية تتحدانا بواجب أخلاقي: إذا كان التعلم يتطلب «صرامة» أكاديمية، ألا ينبغي لنا أيضًا أن نطالب «بصرامة» في جودة الخدمة / الفوائد للمجتمع كجزء لا يتجزأ من المشاركة المجتمعية؟ كيف يمكننا دمج هاتين «القاسمتين» في ممارسة المشاركة في التعليم العالي؟ ما هو الذي على المحك، وماذا يتطلب منا؟ يعالج عمل كروز التوتر في المجالات المتنافسة، والمتضاربة أحيانًا، للأكاديمية والمجتمع في ممارسة المشاركة المجتمعية. كانت كروز أحد المتحدثين في بداية ٢٠٠٨ بكلية كارلتون حول هذا الموضوع، الحاجة الملحة للتفكير والخيال من أجل «فعل الخير».
تشمل مشاركتها في المجلس الاستشاري لركز المشاركة المجتمعية في كلية أميرست ، في أميرست، ماساتشوستس،  و Youth United for Community Action (YUCA) في إيست بالو ألتو ، كاليفورنيا. كروز لديها طفلان، ديفيد وكلير، من زوجها لاري.

## الأوسمة والجوائز
- 2001، مواطن متميز من كلية الكومنولث الفخرية، جامعة ماساتشوستس - أمهيرست
- 2003، جائزة رائد التعليم التجريبي للعام، المجلس الوطني لقيادة الشباب
- 2003، جائزة Richard Cone للتميز والقيادة في جامعة California Campus Compact في تنمية الشراكات المجتمعية في التعليم العالي
- 2003، جائزة ستانفورد الأمريكية الآسيوية للخدمة المتميزة من قبل الموظفين
- 2005، جائزة قائد خادم أليك ديكسون
- 2008، دكتوراه فخرية في هيومانيس كوزا، كلية كارلتون، نورثفيلد، مينيسوتا
- كروز، نادين. تحدي لمفهوم الخدمة. المجلد. 1، in Combining Service and Learning: a Resource Book for Community and Public Service، by Jane C. Kendall، تم تحريره بواسطة Jane C. Kendall، 321-323. رالي، نورث كارولاينا: الجمعية الوطنية للتدريب والتعلم التجريبي، 1990.[8]
- مقدمة إلى مبادئ التنوع في تعلم الخدمة: دعوة للتفكير والمناقشة[9]
- Stanton ، TK ، Giles ، DE & Cruz ، NI (1999). تعلم الخدمة: رواد الحركة يفكرون في أصولها وممارساتها ومستقبلها. سان فرانسيسكو: جوسي باس.[10]
- كروز ونادين ودوايت جايلز. «أين المجتمع في بحوث تعلم الخدمة؟» مجلة ميشيغان لتعليم الخدمة، تشرين الثاني (نوفمبر) 2000: 28-34.[11]
- ساندي وماري وإلين إيكيدا ونادين كروز وباربرا هولاند وكاثلين رايس. أصوات المجتمع: دراسة مضغوطة في حرم كاليفورنيا حول الشراكات. Research، San Francisco: California Campus Compact، 1995.[12]
- كيلسمير، جيمس سي، بيرنو، كارين، ليبر، توماس جيه، سوم، ناتالي ووترز، كروز، نادين آي (2008). التنوع عبر المعايير. المولد. المجلس الوطني لقيادة الشباب (NYLC).[13]
- كروز، نادين. تحدي لمفهوم الخدمة. المجلد. 1، in Combining Service and Learning: a Resource Book for Community and Public Service، by Jane C. Kendall، تم تحريره بواسطة Jane C. Kendall، 321-323. رالي، نورث كارولاينا: الجمعية الوطنية للتدريب والتعلم التجريبي، 1990.[14]